# Loomis (Dakota del Sud)
Loomis és una concentració de població designada pel cens dels Estats Units a l'estat de Dakota del Sud. Segons el cens del 2000 tenia 47 habitants.

## Demografia
Segons el cens del 2000, Loomis tenia 47 habitants, 18 habitatges, i 14 famílies. La densitat de població era de 95,5 habitants per km².
Dels 18 habitatges en un 44,4% hi vivien nens de menys de 18 anys, en un 66,7% hi vivien parelles casades, en un 5,6% dones solteres, i en un 22,2% no eren unitats familiars. En el 16,7% dels habitatges hi vivien persones soles el 5,6% de les quals corresponia a persones de 65 anys o més que vivien soles. El nombre mitjà de persones vivint en cada habitatge era de 2,61 i el nombre mitjà de persones que vivien en cada família era de 2,86.
Per edats la població es repartia de la següent manera: un 27,7% tenia menys de 18 anys, un 4,3% entre 18 i 24, un 31,9% entre 25 i 44, un 29,8% de 45 a 60 i un 6,4% 65 anys o més.
L'edat mediana era de 36 anys. Per cada 100 dones de 18 o més anys hi havia 142,9 homes.
La renda mediana per habitatge era de 28.750 $ i la renda mediana per família de 28.750 $. Els homes tenien una renda mediana de 28.750 $ mentre que les dones 0 $. La renda per capita de la població era de 13.123 $. Cap de les famílies estaven per davall del llindar de pobresa.

## Poblacions més properes
El següent diagrama mostra les poblacions més properes.